# Kolonie (Pełczyska)
Kolonie – część wsi Pełczyska w Polsce, położona w województwie świętokrzyskim, w powiecie pińczowskim, w gminie Złota.
W latach 1975–1998 Kolonie administracyjnie należały do województwa kieleckiego.